# Hieracium amplexicaule
Hieracium amplexicaule es una especie de planta con flor del género Hieracium, de la familia Asteraceae, orden Asterales.

## Distribución
Hieracium amplexicaule se distribuye por Argelia, Austria, Baleares, Córcega, Francia, Alemania, Gran Bretaña, Italia, Marruecos, Países Bajos, Portugal, España, Suiza y Yugoslavia.

## Taxonomía
Fue descrita científicamente por L. Fue publicada en Sp. Pl.: 803 (1753).